# Vimont (ruisseau)
Pour les articles homonymes, voir Vimont.
Le Vimont, ou ruisseau de la Gane, ou ruisseau de Plazac, ou le Moustier, est un ruisseau français du département de la Dordogne, affluent rive droite de la Vézère et sous-affluent de  la Dordogne.

## Différentes appellations
Si l'appellation de Vimont est, en 2012, celle retenue par le Sandre, le Géoportail et figurant sur l'ancien cadastre de la commune de Plazac, le cours d'eau porte d'autres noms :
- Moustier[2],
- ruisseau de la Gane sur le cadastre de la commune de Bars[3],
- ruisseau de Plazac sur les cadastres des communes de Fleurac[4], Tursac[5] et Peyzac-le-Moustier[6].

## Géographie
Le Vimont prend sa source en Dordogne, à plus de 160 mètres d'altitude, sur la commune de Bars, entre les lieux-dits Chabanettas et Saint-Michel, au sud-est du massif de Bars-Fossemagne, dans la forêt Barade.
S'écoulant selon une direction générale nord-sud, il sert pendant environ un kilomètre et demi de limite aux communes de Plazac et de Rouffignac-Saint-Cernin-de-Reilhac.
Il borde le village de Plazac à l'ouest et sert à nouveau de limite communale sur un kilomètre entre Peyzac-le-Moustier et Tursac. C'est en limite de ces deux communes qu'il se jette en rive droite de la Vézère, à 64 mètres d'altitude, au sud-ouest du village du Moustier.
Sa longueur est de 12,7 km pour un bassin versant de 64 km2.

### Affluents
Parmi les neuf affluents du Vimont répertoriés par le Sandre, les trois plus longs sont trois ruisseaux sans nom qui arrosent la commune de Plazac : 3,7 km en rive droite, 3,7 km en rive gauche, et enfin 3,8 km en rive gauche.

### Département et communes traversés
À l'intérieur du département de la Dordogne, le Vimont arrose six communes,, soit d'amont vers l'aval :
- Bars (source)
- Rouffignac-Saint-Cernin-de-Reilhac
- Plazac
- Fleurac
- Peyzac-le-Moustier (confluent)
- Tursac (confluent)

## Hydrologie

### Risque inondation
Un plan de prévention du risque inondation (PPRI) a été approuvé en 2000 pour la Vézère à Peyzac-le-Moustier, affectant ses rives  ainsi que la partie aval de son affluent le Vimont sur son dernier kilomètre,.

## Monuments ou sites remarquables à proximité
- Le château des Évêques de Périgueux, l'église Saint-Martin et l'ancien cimetière de Plazac forment un ensemble remarquable, classé au titre des monuments historiques[15],[16] ;
- le château du Peuch du XVIIIe siècle à Fleurac ;
- les abris et gisements préhistoriques du Moustier, répartis entre le Moustier (abri inférieur) et Saint-Léon-sur-Vézère (abri supérieur), témoignages du Paléolithique, classés au titre des monuments historiques[17] et inscrits au patrimoine mondial de l'UNESCO, en association avec d'autres sites et grottes ornées de la région sous le nom de « Sites préhistoriques et grottes ornées de la vallée de la Vézère » ;
- l'église Saint-Robert du Moustier, romane du XIIe siècle, inscrite au titre des monuments historiques[18].